# Phragmatobia zoragena
Phragmatobia zoragena är en fjärilsart. Phragmatobia zoragena ingår i släktet Phragmatobia och familjen björnspinnare. Inga underarter finns listade i Catalogue of Life.